# Jacqueline du Pré
Jacqueline du Pré, född 26 januari 1945 i Oxford, Oxfordshire, död 19 oktober 1987 i London, var en brittisk cellist. Hennes äldre syster Hilary du Pré, född 1942, är flöjtist. Systrarnas liv skildras i filmen Hilary och Jackie, som bygger på boken A Genius in the Family, som systern Hilary är medförfattare till.
Jacqueline, i stort sett alltid kallad Jackie, växte upp i ett musikaliskt hem där modern var mycket pådrivande. William Pleeth var Jackies lärare från tio års ålder och hon deltog även i så kallade Master Classes för bland andra Pablo Casals, Mstislav Rostropovitj och Paul Tortelier. Vid elva års ålder tilldelades hon Guilhermina Suggia-stipendiet som gav henne möjlighet att fortsätta sin skolning. Hon blev därmed den yngsta att tilldelas detta stipendium och fick det sedan fem år i rad.
Vid 16 års ålder, i mars 1961, debuterade Jacqueline du Pré på Wigmore Hall i London, ackompanjerad av Ernest Lush. Konserten möttes av översvallande kritik från pressen och över en natt hade du Pré förvandlats till en stjärna.
Nyårsafton 1966 träffade hon den argentinske dirigenten och pianisten Daniel Barenboim. Kort efter slutet av sexdagarskriget reste paret till Jerusalem och Jaqueline du Pré konverterade där till judendomen. I juni 1967 gifte de sig vid västra muren. Tillsammans turnerade du Pré och Barenboim i hela världen och spelade för utsålda hus. Många kom att kalla dem det mest framgångsrika paret inom klassisk musik sedan Robert och Clara Schumann. 
Redan 1971 började du Pré dock märka av märkliga symtom; hon drabbades bland annat av stelhet i fingrar, synrubbningar och domningar. Dessa symptom ansågs vara orsakade av stress och hon tog en time-out från musiken för att vila upp sig. 1973 gjorde hon come-back i New York, men tvingades ställa in den sista av fyra konserter, eftersom hon helt förlorat känseln i fingrarna och tvingades förlita sig på ögonen när hon skulle spela. 
Vid 28 års ålder var hennes karriär över. Hon diagnostiserades med MS (multipel skleros) som snabbt bröt ner hennes kropp och tvingade henne att tillbringa sina sista 15 år i rullstol. Under dessa år ägnade hon sig istället åt att ge så kallade mästarklasser där bland andra cellisten Yo-Yo Ma deltog. 
Under sin karriär använde du Pré bland annat två Stradivarius celli, en från 1673 och en från 1712. Den senare kallades Davidov efter en rysk greve som tidigare varit dess ägare. Idag (2021) används cellon Davidov av den kinesisk-amerikanska cellisten Yo-Yo Ma. Lynn Harrell(en) (1944–2020) spelade på den andra cellon mellan 1983 och 2006 och gav den namnet Jacqueline du Pré som en hyllning.